# Hermann Benke

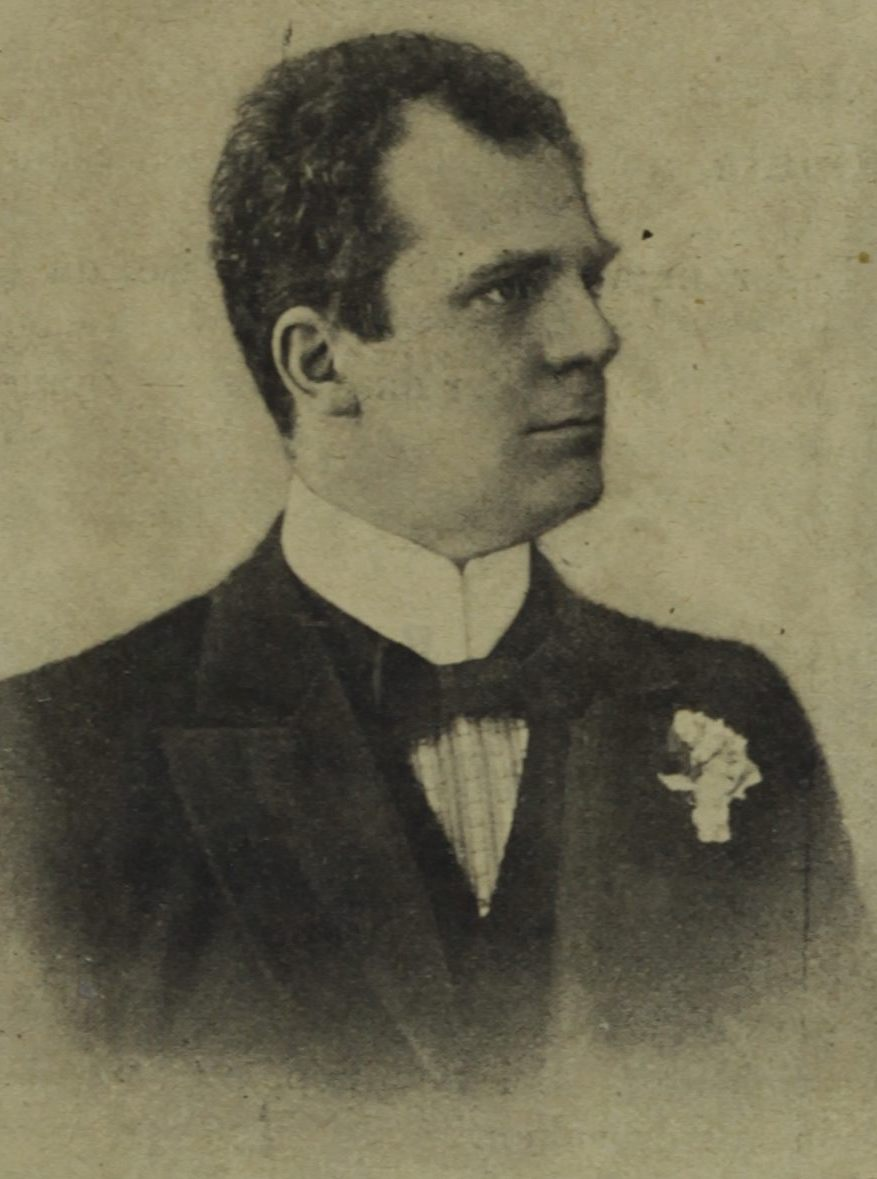
Hermann Benke, um 1901

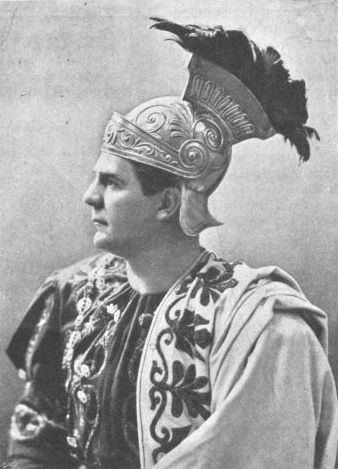
Herman Benke in der Rolle des Marcus Superbus in Im Zeichen des Kreuzes
Aus Sport & Salon, Wien, 3. April 1903

Postkarte, ca. 1920

Hermann Benke (* 7. Juni 1866 in Linz; † 25. März 1937 in Wien; gebürtig Siegmund Hermann Benke) war ein österreichischer Schauspieler.

## Leben
Er wurde als Laiendarsteller von Erzherzog Johann Salvator von Österreich-Toskana entdeckt und gab nach Schauspielunterricht sein Bühnendebüt 1889 in Bad Ischl. Weitere Bühnenstationen waren Olmütz, Innsbruck, Regensburg, Reichenberg, Straßburg, Dresden und Kiel.
1897 kam er nach Berlin und erhielt eine Verpflichtung an das dortige Residenz-Theater. 1899 kehrte er nach Reichenberg zurück, im Jahr 1900 spielte er in Würzburg und nach einer Rumänien-Tournee ließ er sich 1901 in Wien nieder. Hier agierte er am Kaiser-Jubiläums-Stadttheater und anderen Spielstätten. Er übernahm viele bedeutende Rollen wie die Titelfiguren in Egmont und Goethes Faust. Beim Ausbruch des Ersten Weltkriegs fungierte er als Oberspielleiter am Theater an der Wien.
Als alter Lessing war Benke erstmals Filmdarsteller in Die Gouvernante. Bei der Wiener Kunstfilm übernahm er weitere Hauptrollen. Er verkörperte in der Regel einflussreiche Figuren wie Grafen, Fabrikanten oder hohe Offiziere. In den 20er Jahren trat er allmählich in den Hintergrund.

## Filmografie
- 1914: Die Gouvernante
- 1915: Mit Herz und Hand fürs Vaterland
- 1915: Der Meineidbauer
- 1916: Mit Gott für Kaiser und Reich
- 1916: Auf der Höhe
- 1916: Armer Teufel
- 1916: Sommeridylle
- 1916: Die Tragödie auf Schloß Rottersheim
- 1917: Lebenswogen
- 1917: Mir kommt keiner aus
- 1917: Der König amüsiert sich
- 1918: So fallen die Lose des Lebens
- 1919: Maria Magdalena
- 1920: Die Frau in Weiß
- 1921: Die Filme der Prinzessin Fantoche
- 1922: Die Welt in Gefahr
- 1926: Die Brandstifter Europas
- 1926: Küssen ist keine Sünd’
- 1927: Hotel Erzherzogin Viktoria (Seine Hoheit, der Eintänzer)
- 1928: Der Scheidungsanwalt (Die Frau von gestern und morgen)